# Игнатьев, Андрей Александрович
Андрей Александрович Игнатьев (1900—1973) — полковник Советской Армии, участник Великой Отечественной войны, Герой Советского Союза (1945).

## Биография
Андрей Игнатьев родился 8 сентября 1900 года в деревне Путково (ныне — Чухломский район Костромской области). После окончания начальной школы работал литографом. В 1919—1925 годах проходил службу в Рабоче-крестьянской Красной Армии, участвовал в боях Гражданской войны. В 1922 году окончил пехотные курсы. В 1939 году Игнатьев повторно был призван в армию. Участвовал в польском походе и советско-финской войне. С августа 1941 года — на фронтах Великой Отечественной войны, в 1942 году окончил курсы «Выстрел». Участвовал в Сталинградской битве, был одним из парламентёров на переговорах с командующим 6-й немецкой армией генералом Паулюсом. К январю 1945 года гвардии подполковник Андрей Игнатьев командовал 283-м гвардейским стрелковым полком 94-й гвардейской стрелковой дивизии 5-й ударной армии 1-го Белорусского фронта. Отличился во время Висло-Одерской операции.
14 января 1945 года полк Игнатьева успешно прорвал немецкую оборону с Магнушевского плацдарма к югу от Варшавы, форсировал Пилицу, а затем захватил и удержал мост через реку в районе населённого пункта Михалув-Дольны к юго-западу от Варки.
Указом Президиума Верховного Совета СССР от 27 февраля 1945 года гвардии подполковник Андрей Игнатьев был удостоен высокого звания Героя Советского Союза с вручением ордена Ленина и медали «Золотая Звезда» за номером 5653.
В 1946 году в звании полковника Игнатьев вышел в отставку. Скончался 27 марта 1973 года, похоронен на Рогожском кладбище Москвы.
Был также награждён четырьмя орденами Красного Знамени, орденами Отечественной войны 1-й степени и Красной Звезды, рядом медалей.